# Lahe (Haljala)
Lahe (Duits: Lahhe) is een plaats in de Estlandse gemeente Haljala, provincie Lääne-Virumaa. De plaats heeft 27 inwoners (2021) en heeft de status van dorp (Estisch: küla).
Tot in 2017 hoorde Lahe bij de gemeente Vihula. Die ging in dat jaar op in de gemeente Haljala.
Lahe ligt aan de Baai van Koolimäe (Estisch: Koolimäe laht), een onderdeel van de Finse Golf. Ten westen van Lahe ligt het schiereiland Lobi (Estisch: Lobi poolsaar), dat vernoemd is naar het gelijknamige dorp.

## Geschiedenis
Lahe werd in 1398 voor het eerst genoemd onder de naam Laxen, een vissersdorp. Later heette het achtereenvolgens Laxe (1402), Layse of Lachse (1586), Lahe (1699) en  Lahhe (1796). Vanaf de 15e eeuw viel het onder het landgoed Saggad (Sagadi).